# Барио Панотлан (Закуалтипан де Анхелес)
Барио Панотлан (шп. Barrio Panotlán) насеље је у Мексику у савезној држави Идалго у општини Закуалтипан де Анхелес. Насеље се налази на надморској висини од 1900 м.

## Становништво
Према подацима из 2010. године у насељу је живело 5 становника.

### Хронологија
| Година       | 2000         | 2005         | 2010 |
| ------------ | ------------ | ------------ | ---- |
| Становништво | 61 (31 / 30) | 24 (10 / 14) | 5    |

### Попис
| # | Индикатор                     | Вредност |
| - | ----------------------------- | -------- |
| 1 | Укупно домаћинстава           | 6        |
| 2 | Укупно насељених домаћинстава | 2        |
| 3 | Величина локације             | 1        |